# SR-142,948
SR-142,948 je lek koji se koristi u naučnim istraživanjima. On pripada grupi nepeptidnih antagonista selektivnih za neurotenzinske receptore, mada nije selektivan za specifični tip tog receptora. On je korišten u izučavanju uloge neurotenzina u regulaciji aktivnosti dopaminskog receptora i glutamatne signalizacije u mozgu. U životinjskim studies SR-142,948 blokira efekte stimulanata, kao što je MDMA.

## Spoljašnje veze
|  | Molimo Vas, obratite pažnju na važno upozorenje u vezi sa temama iz oblasti medicine (zdravlja). |